# Ізраїль на літніх Олімпійських іграх 2008
Ізраїль на літніх Олімпійських іграх 2008 року, які проходили в китайському Пекіні, представляли 43 спортсмени (23 чоловіки та 20 жінок) у 12 видах спорту. Прапороносцем на церемоніях відкриття і закриття Олімпійських ігор був яхтсмен Михайло Калганов.
Ізраїль вчотирнадцяте взяв участь у літніх Олімпійських іграх. Ізраїльські спортсмени завоювали одну бронзову медаль у вітрильному спорті. Збірна Ізраїлю посіла 80 неофіційне загальнокомандне місце.

## Медалісти
| Медаль | Спортсмен    | Вид спорту       | Дисципліна | Дата      |
| ------ | ------------ | ---------------- | ---------- | --------- |
| Бронза | Шахар Цубері | Вітрильний спорт | RS: X      | 20 серпня |

## Веслування на байдарках і каное

### Спринт
| Спортсмен        | Змагання                   | Гіт      | Гіт   | Півфінал | Півфінал | Фінал      | Фінал      |
| Спортсмен        | Змагання                   | Час      | Місце | Час      | Місце    | Час        | Місце      |
| ---------------- | -------------------------- | -------- | ----- | -------- | -------- | ---------- | ---------- |
| Михайло Калганов | 500 метрів, K-1, чоловіки  | 1:38.396 | 1 QS  | 1:43.145 | 4        | не пройшов | не пройшов |
| Михайло Калганов | 1000 метрів, K-1, чоловіки | 3:38.207 | 5 QS  | 3:43.108 | 8        | не пройшов | не пройшов |

## Вітрильний спорт
| Спортсмен                  | Дисципліна          | Заплив | Заплив | Заплив | Заплив | Заплив | Заплив | Заплив | Заплив | Заплив | Заплив | Заплив | Сума балів | Місце |
| Спортсмен                  | Дисципліна          | 1      | 2      | 3      | 4      | 5      | 6      | 7      | 8      | 9      | 10     | M*     | Сума балів | Місце |
| -------------------------- | ------------------- | ------ | ------ | ------ | ------ | ------ | ------ | ------ | ------ | ------ | ------ | ------ | ---------- | ----- |
| Шахар Цубері               | RS: X, чоловіки     | 1      | 3      | 1      | 3      | 17     | 6      | 19     | 18     | 1      | 4      | 2      | 58         | 3     |
| Мааян Давидович            | RS: X, жінки        | 13     | 9      | 20     | 9      | 13     | 14     | 16     | 4      | 9      | 10     | 7      | 111        | 10    |
| Уді Гал Гідеон Клігер      | 470, чоловіки       | 13     | 16     | 13     | 14     | 30 BFD | 11     | 15     | 2      | 12     | 12     | EL     | 108        | 14    |
| Веред Бускіла Ніке Корнекі | 470, жінки          | 8      | 13     | 1      | 2      | 8      | 19     | 3      | 1      | 11     | 15     | 2      | 66         | 4     |
| Нуфар Едельман             | Лазер Радіал, жінки | 25     | 12     | 3      | 15     | 25     | 11     | 9      | 19     | 17     | CAN    | EL     | 111        | 16    |

## Гімнастика

### Спортивна гімнастика
Чоловіки
| Спортсмен         | Дисципліна         | Кваліфікація | Кваліфікація | Кваліфікація | Кваліфікація | Кваліфікація | Кваліфікація | Кваліфікація | Кваліфікація | Фінал      | Фінал      | Фінал      | Фінал      | Фінал      | Фінал      | Фінал      | Фінал      |
| Спортсмен         | Дисципліна         | Снаряд       | Снаряд       | Снаряд       | Снаряд       | Снаряд       | Снаряд       | Разом        | Місце        | Снаряд     | Снаряд     | Снаряд     | Снаряд     | Снаряд     | Снаряд     | Разом      | Місце      |
| Спортсмен         | Дисципліна         | ВВ           | Кінь         | Кільця       | ОС           | ПБ           | Пер.         | Разом        | Місце        | ВВ         | Кінь       | Кільця     | ОС         | ПБ         | Пер.       | Разом      | Місце      |
| ----------------- | ------------------ | ------------ | ------------ | ------------ | ------------ | ------------ | ------------ | ------------ | ------------ | ---------- | ---------- | ---------- | ---------- | ---------- | ---------- | ---------- | ---------- |
| Олександр Шатілов | абсолютна першість | 15.600       | 13.825       | 14.075       | 15.575       | 14.500       | 14.225       | 87.800       | 29           | не пройшов | не пройшов | не пройшов | не пройшов | не пройшов | не пройшов | не пройшов | не пройшов |
| Олександр Шатілов | вільні вправи      | 15.600       | Н/Д          | Н/Д          | Н/Д          | Н/Д          | Н/Д          | 15.600       | 8 Q          | 14.125     | Н/Д        | Н/Д        | Н/Д        | Н/Д        | Н/Д        | 14.125     | 8          |

### Художня гімнастика
| Спортсменка    | Дисципліна             | Кваліфікація | Кваліфікація | Кваліфікація | Кваліфікація | Кваліфікація | Кваліфікація | Фінал      | Фінал      | Фінал      | Фінал      | Фінал      | Фінал      |
| Спортсменка    | Дисципліна             | М'яч         | Обруч        | Булави       | Стрічка      | Разом        | Місце        | М'яч       | Обруч      | Булави     | Стрічка    | Разом      | Місце      |
| -------------- | ---------------------- | ------------ | ------------ | ------------ | ------------ | ------------ | ------------ | ---------- | ---------- | ---------- | ---------- | ---------- | ---------- |
| Нета Рівкін    | особисте багатоборство | 16.500       | 16.825       | 16.450       | 16.100       | 65.875       | 14           | не пройшла | не пройшла | не пройшла | не пройшла | не пройшла | не пройшла |
| Ірина Рісензон | особисте багатоборство | 16.800       | 17.100       | 17.125       | 16.825       | 67.850       | 8 Q          | 17.025     | 16.350     | 16.850     | 16.550     | 66.775     | 9          |

| Спортсмени                                                                              | Дисципліна             | Кваліфікація | Кваліфікація      | Кваліфікація | Кваліфікація | Фінал    | Фінал             | Фінал  | Фінал |
| Спортсмени                                                                              | Дисципліна             | 5 м'ячів     | 3 обручі 2 булави | Разом        | Місце        | 5 м'ячів | 3 обручі 2 булави | Разом  | Місце |
| --------------------------------------------------------------------------------------- | ---------------------- | ------------ | ----------------- | ------------ | ------------ | -------- | ----------------- | ------ | ----- |
| Олена Дворніченко Катерина Пісецька Марія Савенкова Рахель Вігдорчик Вероніка Вітенберг | командне багатоборство | 15.300       | 16.225            | 31.525       | 7 Q          | 16.050   | 16.050            | 32.100 | 6     |

## Дзюдо
| Спортсмен      | Категорія         | 1/32                                       | 1/16                             | Чвертьфінал        | Півфінал           | Втішний раунд 1                   | Втішний раунд 2                   | Втішний раунд 3                | Фінал / ББ                     | Фінал / ББ |
| Спортсмен      | Категорія         | Суперник Результат                         | Суперник Результат               | Суперник Результат | Суперник Результат | Суперник Результат                | Суперник Результат                | Суперник Результат             | Суперник Результат             | Місце      |
| -------------- | ----------------- | ------------------------------------------ | -------------------------------- | ------------------ | ------------------ | --------------------------------- | --------------------------------- | ------------------------------ | ------------------------------ | ---------- |
| Гал Єкутіель   | −60 кг, чоловіки  | Хашбаатарин Цагаанбаатар (MGL) W 0001–0000 | Дімітрі Драгін (FRA) L 0001–1001 | не пройшов         | не пройшов         | Нестор Хергіані (GEO) W 0001–0000 | Руслан Кішмахов (RUS) W 0001–0000 | Крейг Фейлон (GBR) W 0200–0101 | Рубен Гаукес (NED) L 0001–1001 | 5          |
| Аріель Зеєві   | −100 кг, чоловіки | Фредерік Демонтфаукон (FRA) W 0010–0001    | Генк Грол (NED) L 0001–0010      | не пройшов         | не пройшов         | Лучіано Корреа (BRA) L 0001–0011  | не пройшов                        | не пройшов                     | не пройшов                     | не пройшов |
| Аліс Шлезінгер | −63 кг, жінки     | Bye                                        | Люсі Декосс (FRA) L 0000–0011    | не пройшла         | не пройшла         | Уршка Жолнір (SLO) L 0000–1001    | не пройшла                        | не пройшла                     | не пройшла                     | не пройшла |

## Легка атлетика
Чоловіки
| Спортсмен         | Дисципліна           | Кваліфікація/ гіт | Кваліфікація/ гіт | Фінал      | Фінал      |
| Спортсмен         | Дисципліна           | Результат         | Місце             | Результат  | Місце      |
| ----------------- | -------------------- | ----------------- | ----------------- | ---------- | ---------- |
| Ітаї Магіді       | 3000 м з перешкодами | 9:05.02           | 13                | не пройшов | не пройшов |
| Гайле Сатаїн      | марафон              | Н/Д               | Н/Д               | 2:30:07    | 69         |
| Олександр Авербух | стрибки з жердиною   | 5.45              | 28                | не пройшов | не пройшов |
| Нікі Паллі        | стрибки у висоту     | 2.20              | 21                | не пройшов | не пройшов |

## Плавання
|          | Спортсмен            | Дисципліна           | Гіт     | Гіт  | Півфінал   | Півфінал   | Фінал      | Фінал      |
| Час      | Спортсмен            | Дисципліна           | Місце   | Час  | Місце      | Час        | Місце      |            |
| -------- | -------------------- | -------------------- | ------- | ---- | ---------- | ---------- | ---------- | ---------- |
| Чоловіки | Німрод Шапіра Бар-Ор | 100 м вільним стилем | 49.10   | 26   | не пройшов | не пройшов | не пройшов | не пройшов |
| Чоловіки | Німрод Шапіра Бар-Ор | 200 м вільним стилем | 1:47.78 | 15 Q | 1:48.16    | 15         | не пройшов | не пройшов |
| Чоловіки | Гай Барнеа           | 100 м на спині       | 54.50   | 15 Q | 54.93      | 16         | не пройшов | не пройшов |
| Чоловіки | Том Беері            | 100 м брасом         | 1:02.42 | 42   | не пройшов | не пройшов | не пройшов | не пройшов |
| Чоловіки | Том Беері            | 200 м брасом         | 2:11.44 | 20   | не пройшов | не пройшов | не пройшов | не пройшов |
| Чоловіки | Ітай Чама            | 200 м на спині       | 2:00.93 | 26   | не пройшов | не пройшов | не пройшов | не пройшов |
| Чоловіки | Алон Мандел          | 100 м батерфляєм     | 52.99   | 36   | не пройшов | не пройшов | не пройшов | не пройшов |
| Чоловіки | Алон Мандел          | 200 м батерфляєм     | 1:59.27 | 28   | не пройшов | не пройшов | не пройшов | не пройшов |
| Чоловіки | Гал Нево             | 200 м комплексом     | 1:59.66 | 12 Q | 2:00.43    | 13         | не пройшов | не пройшов |
| Чоловіки | Гал Нево             | 400 м комплексом     | 4:14.03 | 11   | Н/Д        | Н/Д        | не пройшов | не пройшов |
| Жінки    | Ганна Гостомельська  | 50 м вільним стилем  | 25.23   | 19   | не пройшла | не пройшла | не пройшла | не пройшла |
| Жінки    | Ганна Гостомельська  | 100 м вільним стилем | 55.18   | 22   | не пройшла | не пройшла | не пройшла | не пройшла |
| Жінки    | Ганна Гостомельська  | 100 м на спині       | 1:01.87 | 25   | не пройшла | не пройшла | не пройшла | не пройшла |
| Жінки    | Ганна Гостомельська  | 100 м батерфляєм     | 59.50   | 36   | не пройшла | не пройшла | не пройшла | не пройшла |

## Синхронне плавання
| Спортсмени                    | Дисципліна | Технічна програма | Технічна програма | Вільна програма (попередній раунд) | Вільна програма (попередній раунд) | Вільна програма (попередній раунд) | Вільна програма (фінал) | Вільна програма (фінал)  | Вільна програма (фінал) |
| Спортсмени                    | Дисципліна | Бали              | Місце             | Бали                               | Разом (technical + free)           | Місце                              | Бали                    | Разом (technical + free) | Місце                   |
| ----------------------------- | ---------- | ----------------- | ----------------- | ---------------------------------- | ---------------------------------- | ---------------------------------- | ----------------------- | ------------------------ | ----------------------- |
| Анастасія Глушкова Інна Йоффе | дуети      | 43.583            | 15                | 43.334                             | 86.917                             | 15                                 | не пройшли              | не пройшли               | не пройшли              |

## Стрільба
Чоловіки
| Спортсмен    | Дисципліна                       | Кваліфікація | Кваліфікація | Фінал      | Фінал      |
| Спортсмен    | Дисципліна                       | Бали         | Місце        | Бали       | Місце      |
| ------------ | -------------------------------- | ------------ | ------------ | ---------- | ---------- |
| Дорон Егозі  | пневматична гвинтівка, 10 м      | 587          | 41           | не пройшов | не пройшов |
| Дорон Егозі  | гвинтівка з трьох положень, 50 м | 1155         | 36           | не пройшов | не пройшов |
| Гіл Сімкович | гвинтівка лежачи, 50 м           | 592          | 22           | не пройшов | не пройшов |
| Гіл Сімкович | гвинтівка з трьох положень, 50 м | 1153         | 38           | не пройшов | не пройшов |
| Гай Старік   | гвинтівка лежачи, 50 м           | 594          | 12           | не пройшов | не пройшов |

## Теніс
| Спортсмени                | Дисципліна               | 1/64                                  | 1/32                                          | 1/16               | Чвертьфінал        | Півфінал           | Фінал              | Фінал      |
| Спортсмени                | Дисципліна               | Суперник Результат                    | Суперник Результат                            | Суперник Результат | Суперник Результат | Суперник Результат | Суперник Результат | Місце      |
| ------------------------- | ------------------------ | ------------------------------------- | --------------------------------------------- | ------------------ | ------------------ | ------------------ | ------------------ | ---------- |
| Джонатан Ерліх Енді Рам   | чоловічий парний турнір  | Н/Д                                   | Арно Клеман / Мікаель Льодра (FRA) L 4–6, 4–6 | не пройшли         | не пройшли         | не пройшли         | не пройшли         | не пройшли |
| Ціпора Обзілер            | жіночий одиночний турнір | Марія Коритцева (UKR) L 5–7, 7–5, 4–6 | не пройшла                                    | не пройшла         | не пройшла         | не пройшла         | не пройшла         | не пройшла |
| Шахар Пеєр                | жіночий одиночний турнір | Сорана Кирстя (ROU) W 6–3, 5–7, 6–0   | Віра Звонарьова (RUS) L 3–6, 6–7(4–7)         | не пройшла         | не пройшла         | не пройшла         | не пройшла         | не пройшла |
| Ціпора Обзілер Шахар Пеєр | жіночий парний турнір    | Н/Д                                   | Хісела Дулко / Бетіна Хосамі (ARG) L 3–6, 2–6 | не пройшли         | не пройшли         | не пройшли         | не пройшли         | не пройшли |

## Тхеквондо
| Спортсмен       | Категорія     | 1/16                       | Чвертьфінал        | Півфінал           | Втішний раунд 1    | Втішний раунд 2    | Фінал              | Фінал      |
| Спортсмен       | Категорія     | Суперник Результат         | Суперник Результат | Суперник Результат | Суперник Результат | Суперник Результат | Суперник Результат | Місце      |
| --------------- | ------------- | -------------------------- | ------------------ | ------------------ | ------------------ | ------------------ | ------------------ | ---------- |
| Бат-Ел Гаттерер | −57 кг, жінки | Мартіна Зубчич (CRO) L 3-4 | не пройшла         | не пройшла         | не пройшла         | не пройшла         | не пройшла         | не пройшла |

## Фехтування
| Спортсмен      | Дисципліна                     | 1/32                               | 1/16               | Чвертьфінал        | Півфінал           | Фінал              | Фінал |
| Спортсмен      | Дисципліна                     | Суперник Результат                 | Суперник Результат | Суперник Результат | Суперник Результат | Суперник Результат | Місце |
| -------------- | ------------------------------ | ---------------------------------- | ------------------ | ------------------ | ------------------ | ------------------ | ----- |
| Томер Ор       | індивідуальна рапіра, чоловіки | Джош Макгвайр (CAN) L 10–11        | не пройшов         | не пройшов         | не пройшов         | не пройшов         | 17    |
| Ноам Міллс     | індивідуальна шпага, жінки     | Лора Флессель-Коловік (FRA) L 8–15 | не пройшла         | не пройшла         | не пройшла         | не пройшла         | 22    |
| Деліла Гатуель | індивідуальна рапіра, жінки    | Вікторія Нікішина (RUS) L 9–10     | не пройшла         | не пройшла         | не пройшла         | не пройшла         | 19    |